# Mike Mendez
Mike Mendez (* 1973 in Los Angeles, Kalifornien) ist ein US-amerikanischer Filmregisseur und Filmeditor.

## Leben
In seiner Jugend besuchte er eine katholische Schule und arbeitete im mexikanischen Restaurant seiner Eltern, welches am Hollywood Boulevard lag. Später besuchte er das College in Pasadena. Hier erzielte er erste Erfolge in seiner Leidenschaft für das Filmemachen. Der Arts Council der Stadt Pasadena verlieh ihm einen Excellence in Filmmaking-Award. Zweiundzwanzigjährig drehte er seinen ersten Film Mike Mendez’ Killers, welcher 1997 für das Sundance Film Festival zugelassen wurde. Später kritisierte Mendez, dass die Produzenten und Vertriebe […] den Film umgeschnitten, die Grundstimmung fröhlicher gemacht und die Musik geändert hätten. Seinen Durchbruch schaffte er 2000 mit dem gleichsam für das Sundance Film Festival zugelassenen Beitrag Convent, der auf annähernd 30 weiteren Filmfestivals weltweit gezeigt wurde. Zwei Jahre später folgte eine Dokumentation über den Horrorfilm und seine Geschichte. Ursprünglich als Direct-to-DVD geplant, wurde aufgrund der Kosten eine Fernsehdokumentation für das US-amerikanische Fernsehen produziert. 2012 drehte er den Tierhorror Science-Fiction Film Big Ass Spider!, mit Ray Wise, Clare Kramer und Greg Grunberg in den Hauptrollen. Es folgten weitere B-Filme. Bei den von ihm inszenierten Filmen zeichnet er auch für den Filmschnitt verantwortlich.

## Filmografie (Auswahl)
- 1996: Mike Mendez’ Killers (Killers)
- 1997: Bimbo Movie Bash
- 2000: Convent (The Convent)
- 2002: Masters of Horror (Fernseh-Dokumentarfilm)
- 2005: The Gravedancers – Ruhe nicht in Frieden! (The Gravedancers)
- 2013: Big Ass Spider!
- 2013: All American Christmas Carol
- 2015: Tales of Halloween (Segment Friday the 31st)
- 2015: Lavalantula – Angriff der Feuerspinnen (Lavalantula, Fernsehfilm)
- 2016: The Last Heist
- 2016: The Demon Hunter (Don’t Kill It)
- 2019: Critters Attack!